# Paranepheliinae
Paranepheliinae es una subtribu de plantas con flores  de la subfamilia Cichorioideae dentro de la familia Asteraceae con los siguientes géneros.

## Descripción
Las especies de esta subtribu son herbáceas anuales o perennes. Las hojas a lo largo del tallo son opuestas con carácter general, en algunas especies también pueden tener rosetas basales, en Paranephelius y Pseudonoseris, las hojas se encuentran en espiral. La lámina es entera ( lanceolada u ovada) o palmeada o pinnada con bordes dentados fuertes o lobuladas, la superficie puede ser tri-nervia, mientras que en algunas especies es tomentosa ( Erato ), en otros bullosa ( Paranephelius uniflorus ) o, simple. 
Las inflorescencias son las típicas de Asteraceae: un tallo de apoyo a un caparazón compuesto de varias escalas que actúan como protección para el receptáculo en el que se insertan dos tipos de flores: las exteriores liguladas y las internas tubulares. Las cabezas de las flores son solitarias (en la mayoría de los casos) o presentadas en corimbos ( Erato polymnioides ).  Las flores externas son generalmente de color amarillo (rojo en Pseudonoseris szyszylowiczii ) y con bien desarrollada placa con tres dientes; en algunas especies son estrechamente lineales ( Chionopappus benthamii ),  más corto que  el diámetro del disco ( Erato stenolepis ), o normalmente son lanceoladas. Las flores del disco son típicamente más oscuras (color naranja o casi rojo). 
Los frutos son aquenios normalmente sin vilano, la forma es generalmente oblonga más nervios laterales.

## Distribución y hábitats
Las especies de la subtribu se distribuyen principalmente en América del Sur y algunas se extienden más ampliamente a Costa Rica ( Erato ), y otras vegetan a gran altura: 4600 metros ( Paranephelius ).

## Taxonomía
La subtribu incluye 6 géneros y alrededor de 26 especies.
- Chionopappus Benth.  (1 sp.)
- Erato DC. (1836)  (5 spp.)
- Microliabum Cabrera  (1955) (5 spp.)
- Paranephelius Poepp.  (7 spp.)
- Philoglossa DC. (1836) (5 spp.)
- Pseudonoseris H.Rob. & Brettell  (3 spp.)